# 普爾河
普爾河（俄语：Пур）是俄羅斯的河流，位於秋明州亞馬爾-涅涅茨自治區，河道全長1,024（636英里），流域面積112,000平方公里，在塔茲河口以西數英哩處注入塔茲河口，河道在每年11月至5月間被冰封。